# Astroglymma
Genre
Astroglymma est un genre d'ophiures (échinodermes) de la famille des Gorgonocephalidae.

## Liste des espèces
Selon World Register of Marine Species (20 janvier 2016) :
- Astroglymma sculptum (Döderlein, 1896) -- De l'Afrique du sud à l'Indonésie (70-200 m)
- Astroglymma spinosum Mortensen, 1933

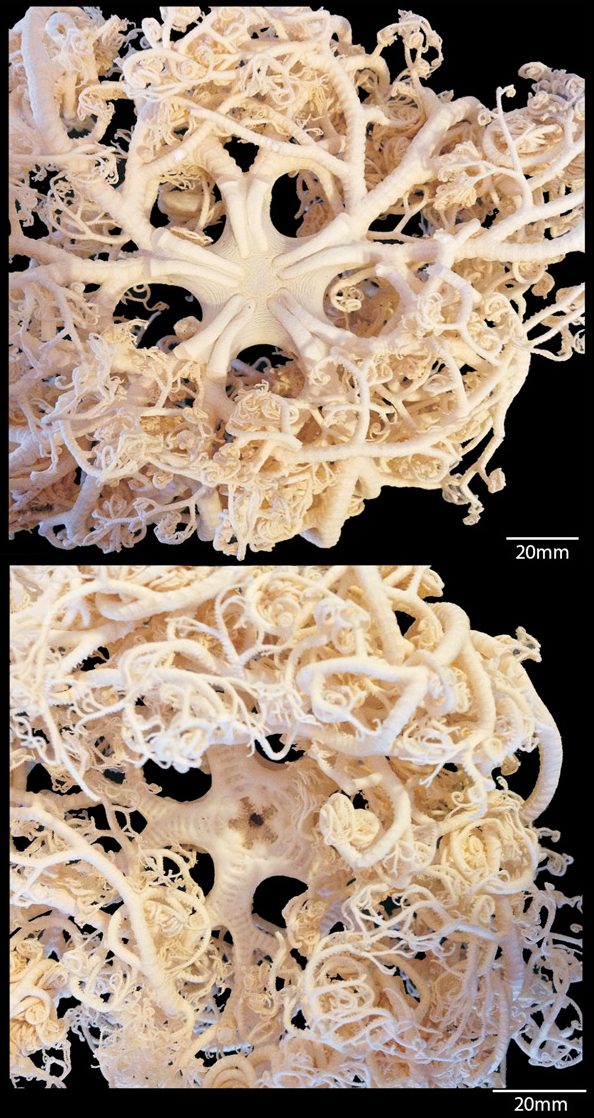
Astroglymma sculptum
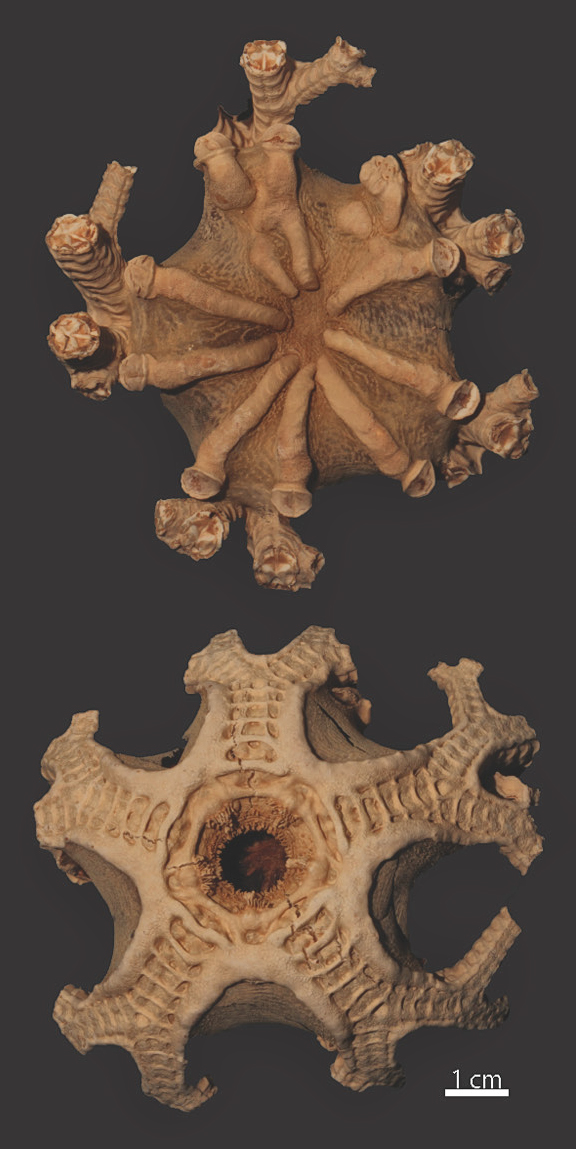
Astroglymma sculptum : détails du disque central.
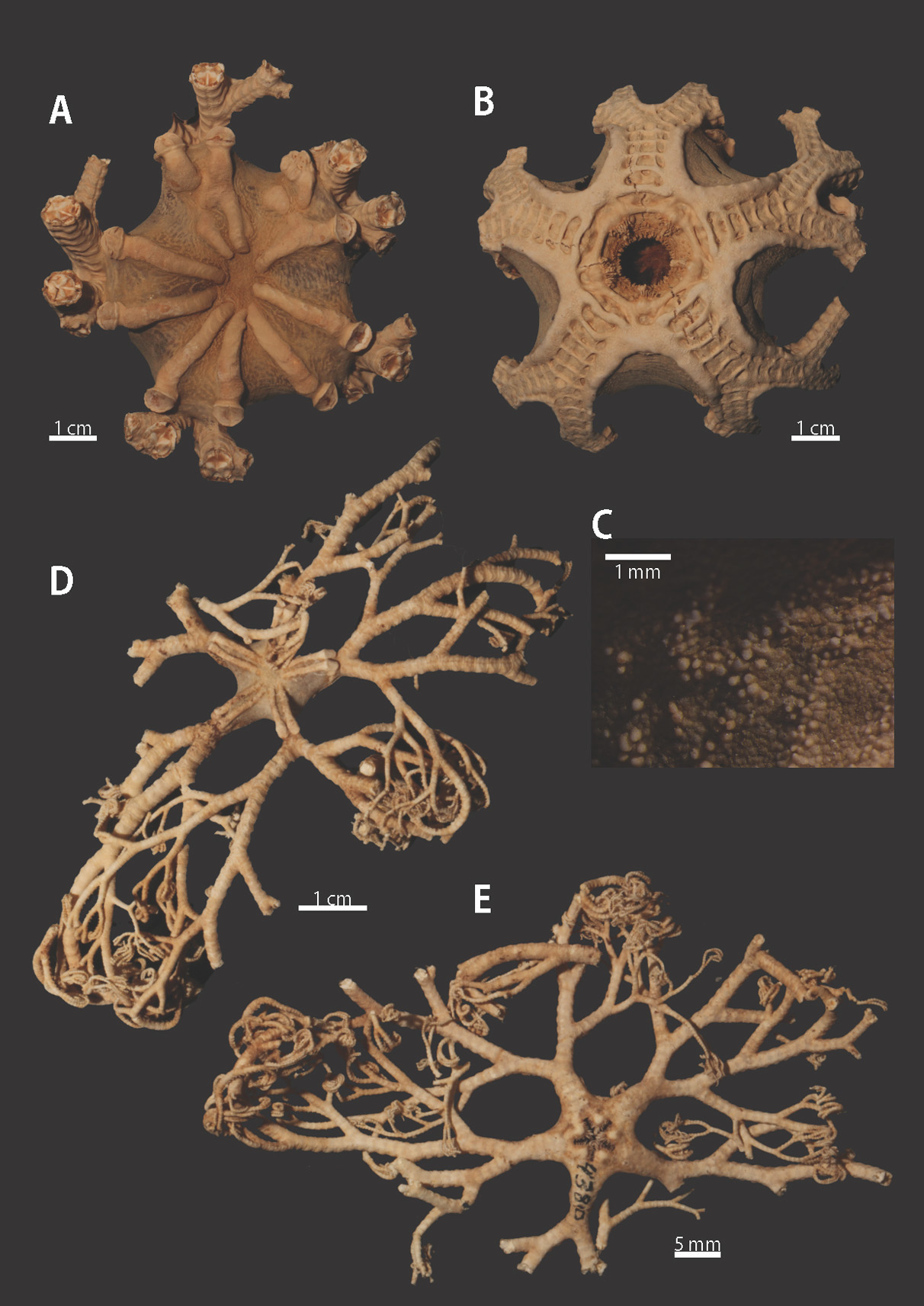
Astroglymma sculptum : Détails supplémentaires.